# Olympische Sommerspiele 1996/Teilnehmer (Gambia)
| Gelbes Symbol für Goldmedaillen mit stilisierten Olympischen Ringen | Graues Symbol für Silbermedaillen mit stilisierten Olympischen Ringen | Braundes Symbol für Bronzemedaillen mit stilisierten Olympischen Ringen |
| ------------------------------------------------------------------- | --------------------------------------------------------------------- | ----------------------------------------------------------------------- |
| —                                                                   | —                                                                     | —                                                                       |

Gambia nahm bei den Olympischen Sommerspielen 1996 in der US-amerikanischen Metropole Atlanta mit neun Sportlern, einer Frau und acht Männern, in sechs Wettbewerben in einer Sportart teil.
Seit 1984 war es die vierte Teilnahme Gambias bei Olympischen Sommerspielen.

## Flaggenträger
Der Leichtathlet Dawda Jallow trug die Flagge Gambias während der Eröffnungsfeier am 19. Juli im Centennial Olympic Stadium.

## Teilnehmer nach Sportarten

### Leichtathletik
Männer
- Lamin Drammeh

4 × 400 m Staffel
- Momodou Drammeh

4 × 400 m Staffel
- Pa Modou Gai

100-Meter-Lauf
4 × 100 m Staffel
- Dawda Jallow

400-Meter-Lauf
4 × 100 m Staffel
4 × 400 m Staffel
- Assan John

4 × 400 m Staffel
- Ousman Sallah

Weitsprung
- Momodou Sarr

4 × 100 m Staffel
- Cherno Sowe

4 × 100 m Staffel
Frauen
- Adama Njie

800-Meter-Lauf